# Kai Biermann

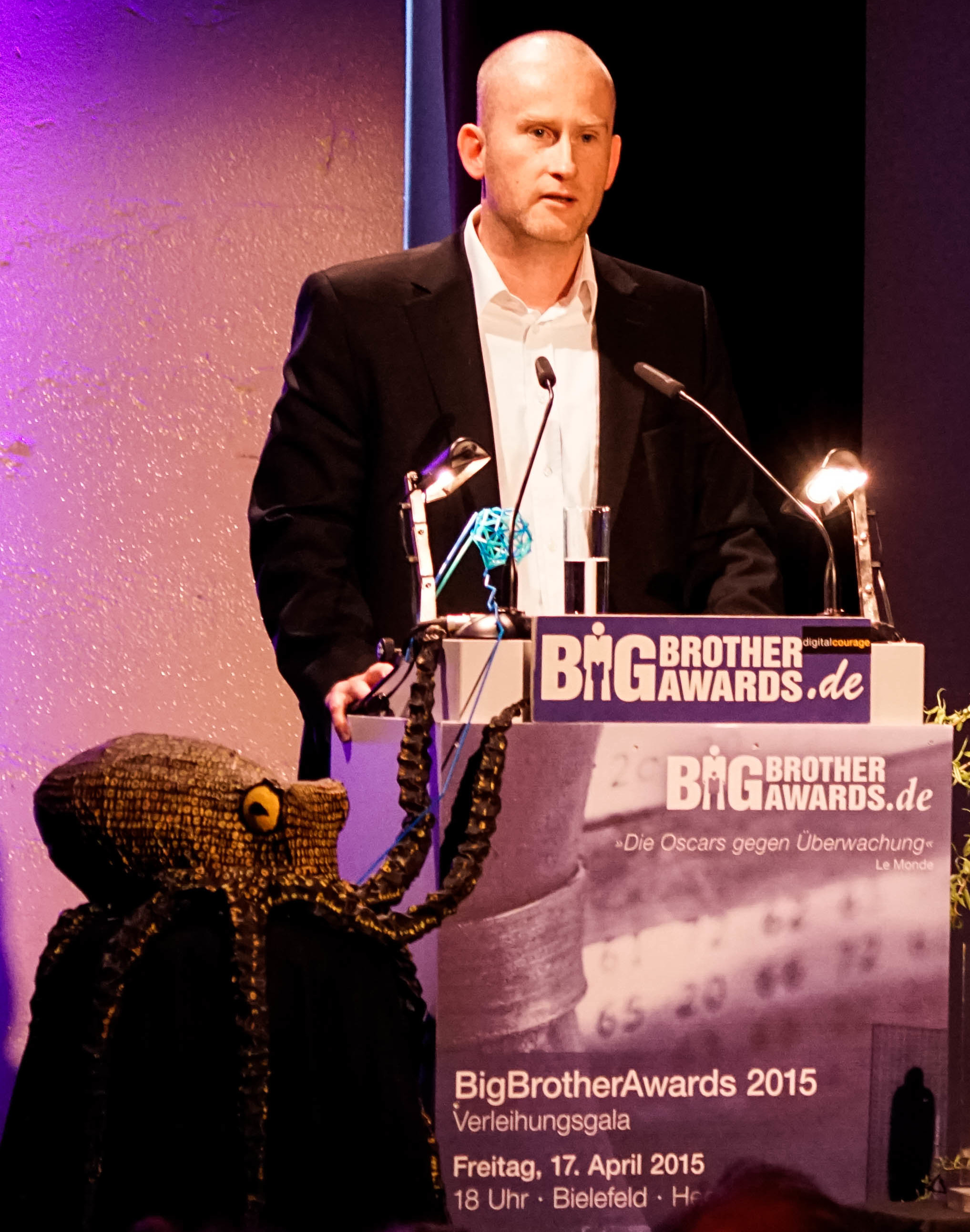
Bei den Big Brother Awards 2015 von Digitalcourage e. V. in Bielefeld

Kai Biermann (* 1972 in Berlin) ist ein deutscher Journalist und Autor.

## Leben
Biermann erlangte sein Diplom in Psychologie 1997 an der Humboldt-Universität zu Berlin und arbeitete parallel bei der Zeitschrift Brigitte. Nach einem Volontariat bei der Berliner Zeitung arbeitete er bei der Financial Times Deutschland, der Netzeitung sowie dem Bildblog. Seit 2007 ist er bei Zeit Online angestellt, anfangs als Hauptstadtkorrespondent, ab 2009 verantwortlich für die Themen Internet, Datenschutz und Netzpolitik im Bereich Digital. Zwischen 2009 und 2011 war er Ressortleiter für Digital, Wissen, Studium. Seit 2014 war er Mitglied im neu gegründeten Team Investigativ/Daten von Zeit Online. Er betreute den Data Blog, der sich mit Open Data beschäftigte und berichtete regelmäßig vom NSA-Untersuchungsausschuss. In Zusammenarbeit mit Anna Biselli entstand daraus das Theaterstück „Nicht öffentlich“.
2009 schrieb er einen Artikel in Zeit Online über Neusprech der Inneren Sicherheit, der den Impuls für die Einrichtung eines gleichnamigen Blogs mit Martin Haase sowie, zusammen mit Constanze Kurz, den Podcast Neusprechfunk gab. Für den Neusprechblog erhielten beide 2011 einen Grimme Online Award in der Kategorie Wissen und Bildung. Im gleichen Jahr wurde er für die Mitarbeit an der interaktiven Grafik Verräterisches Handy mit einem Grimme Online Award SPEZIAL und einem LeadAward. ausgezeichnet. Nebenbei ist er Autor im von Kathrin Passig initiierten Techniktagebuch
Seit 2019 ist er Redakteur im gemeinsamen Ressort Investigative Recherche und Daten von Die Zeit und Zeit Online.
2020 war er Teil des Cartell-Projektes, einer vom Journalistennetzwerk Forbidden Stories koordinierten internationalen Recherche zu ermordeten Journalisten in Mexiko. Forbidden Stories und die beteiligten Journalisten wurden dafür 2021 mit dem amerikanischen Journalistenpreis George Polk Awards ausgezeichnet. 2021 war er Mitglied beim Pegasus-Projekt, der von Forbidden Stories koordinierten internationalen Recherche zum Missbrauch der Spionagesoftware Pegasus des israelischen Unternehmens NSO Group. Die Beteiligten erhielten dafür 2021 den zu Ehren der ermordeten Daphne Caruana Galizia ausgelobten Preis des EU-Parlaments.

## Veröffentlichungen
- mit Brigitte Biermann: Mütter und Söhne. Wege zu einem entspannten Miteinander. Links, Berlin 2003, ISBN 3-86153-291-3.
- mit Erhard Cielewicz: Flugplatz Döberitz. Geburtsort der militärischen Luftfahrt in Deutschland. Links, Berlin 2005, ISBN 3-86153-371-5.
- mit Martin Haase: Sprachlügen. Unworte und Neusprech von „Atomruine“ bis „zeitnah“. Fischer Taschenbuch, Frankfurt 2012, ISBN 978-3-596-19497-1.
- mit Thomas Wiegold: Drohnen. Chancen und Gefahren einer neuen Technik. Links, Berlin 2015, ISBN 978-3-86153-818-9.

## Auszeichnungen
- 2014 Holtzbrinck-Preis für Wirtschaftspublizistik in der Kategorie Online für „Die Medizin folgt dem Geld“[19]
- 2015 Ernst-Schneider-Preis in der Kategorie Print für „Tödliche Keime“[20]
- 2016 Deutscher Reporterpreis in der Kategorie Datenjournalismus für „Land in Flammen“[21]
- 2017 Der lange Atem, zweiter Preis für „NSA-Untersuchungsausschuss“[22]
- 2018 Medienpreis Luft- und Raumfahrt in der Kategorie Online für „Treibstoff für den Syrienkrieg“[23]
- 2020 Nominierung für den Nannen Preis in der Kategorie Investigation[24]
- 2021 Deutscher Reporter:innenpreis in der Kategorie Investigation für „Pegasus-Projekt“[25]
- 2021 George Polk Award in der Kategorie Technology Reporting für „Pegasus-Projekt“[26]
- 2022 Deutscher Reporter:innenpreis in der Kategorie Multimedia für „Die Schlacht um Mariupol“[27]